# Список держав та залежних територій Європи

Європа на земній кулі

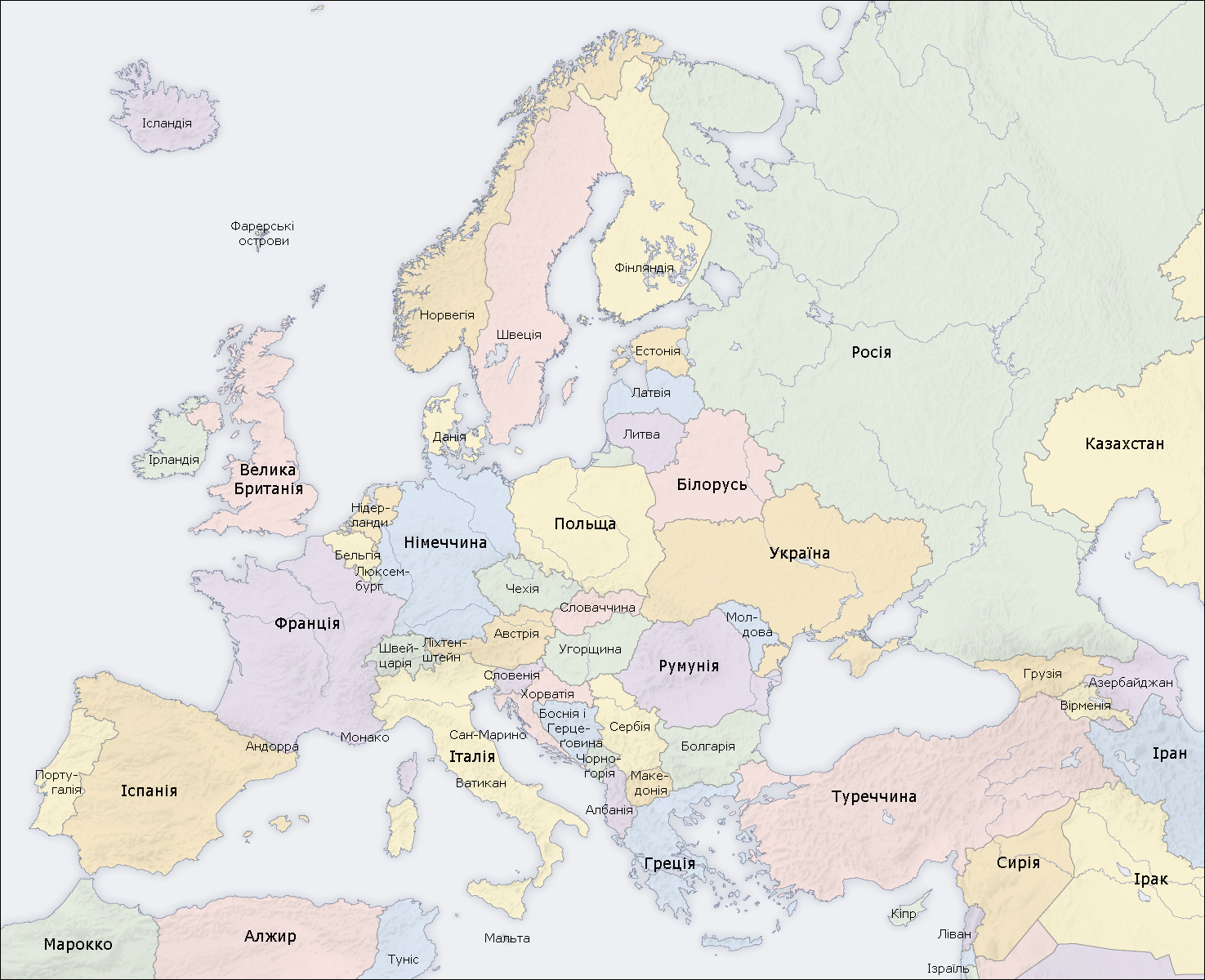
Політична карта Європи

Європа є однією з частин світу, що обіймає частину материка Євразія. Площа Європи становить понад 10,5 млн км², населення — близько 730 млн осіб.
На території Європи розташовані 48 незалежних держав та 8 залежних територій, що належать 4 державам. Крім того ще 2 країни (Вірменія та Кіпр) не мають європейської території, однак, їх також геополітично відносять до Європи. Переважна більшість (33) європейських країн мають вихід до моря, у тому числі 5 з них є островними державами. 16 країн лежать в середині континенту.
Найбільшою за площею країною Європи, що повністю перебуває в її межах, є Україна, за населенням — Німеччина. Також в Європі знаходиться найменша країна світу — Ватикан, та найбільша — Росія (23 % площі).
За формою державного устрою 46 європейських країн є унітарними державами та 6 — федеративними. За формою правління більшість країн Європи (37) є республіками, 11 — парламентськими монархіями. Ватикан залишається єдиною абсолютною монархією в Європі.
Найстарішою сучасною державою Європи є республіка Сан-Марино, заснована в 61 році, наймолодшою — Чорногорія, що проголосила незалежність від Сербії 3 червня 2006 року.
Європейські країни є членами низки міжнародних об'єднань. Західноєвропейські держави були ініціаторами створення Європейського союзу та НАТО (станом на березень 2024 року членами ЄС стали 27, а членами НАТО 32 країни).

## Межі Європи
Східна межа Європи проходить по Каспійському морю та Уральських горах, південно-східна — по Чорному морю, від Африки Європу відділяє Гібралтарська протока.

## Пояснення до списку

Регіони Європи за класифікацією ООН

Список складений за класифікацією ООН, що передбачає поділ Європи на чотири макрорегіони: Західна, Східна, Північна та Південна Європа.
Групування країн здійснено за алфавітом.
Жирним позначені федеративні держави
Курсивом позначені монархії

## Незалежні держави

### Західна Європа
Регіон Західної Європи за визначенням ООН складається з 9 країн. Західноєвропейські держави відносять до індустріально розвинених держав світу. Країни Західної Європи були ініціаторами створення Європейського союзу та НАТО. В широкому розумінні термін Західна Європа позначає держави, що опинилися західніше «залізної завіси» поза радянської зони окупації.
| Прапор | Назва офіційна назва                        | Форма правління | Столиця    | Площа      | Населення  |
| ------ | ------------------------------------------- | --------------- | ---------- | ---------- | ---------- |
|        | Австрія* Австрійська республіка             | Республіка      | Відень     | 083 871    | 08 219 743 |
|        | Бельгія* Королівство Бельгія                | Монархія        | Брюссель   | 032 547    | 10 438 353 |
|        | Ліхтенштейн Князівство Ліхтенштейн          | Монархія        | Вадуц      | 000 160,4  | 00 036 713 |
|        | Люксембург* Велике Герцогство Люксембург    | Монархія        | Люксембург | 002 586,4  | 00 509 074 |
|        | Монако Князівство Монако                    | Монархія        | Монако     | 000 002,02 | 00 030 510 |
|        | Нідерланди* Королівство Нідерланди          | Монархія        | Амстердам  | 041 526    | 16 730 632 |
|        | Німеччина* Федеративна Республіка Німеччина | Республіка      | Берлін     | 357 578    | 81 305 856 |
|        | Франція* Французька Республіка              | Республіка      | Париж      | 551 595    | 65 630 692 |
|        | Швейцарія Швейцарська конфедерація          | Республіка      | Берн       | 041 285    | 07 925 517 |

### Південна Європа
За номенклатурою ООН Південна Європа складається з 15 держав. Майже всі країни регіону мають вихід до Середземного моря (за винятком «карликів» Андорри, Ватикану, Сан-Марино та Сербії).
| Прапор | Назва офіційна назва                         | Форма правління | Столиця          | Площа      | Населення  |
| ------ | -------------------------------------------- | --------------- | ---------------- | ---------- | ---------- |
|        | Албанія Республіка Албанія                   | Республіка      | Тирана           | 028 748    | 02 862 427 |
|        | Андорра Князівство Андорра                   | Монархія        | Андорра-ла-Велья | 000 468    | 00 076 177 |
|        | Боснія і Герцеговина                         | Республіка      | Сараєво          | 051 129    | 03 856 181 |
|        | Ватикан Держава Місто Ватикан                | Монархія        | Ватикан          | 000 000,44 | 00 000 800 |
|        | Греція* Грецька Республіка                   | Республіка      | Афіни            | 131 957    | 10 768 477 |
|        | Іспанія* Королівство Іспанія                 | Монархія        | Мадрид           | 504 645    | 46 722 980 |
|        | Італія* Італійська Республіка                | Республіка      | Рим              | 301 338    | 60 588 306 |
|        | Північна Македонія Республіка Македонія      | Республіка      | Скоп'є           | 025 713    | 02 103 721 |
|        | Мальта* Республіка Мальта                    | Республіка      | Валетта          | 000 316    | 00 452 515 |
|        | Португалія* Республіка Португалія            | Республіка      | Лісабон          | 092 391    | 10 374 822 |
|        | Сан-Марино Найсвітліша республіка Сан-Марино | Республіка      | Сан-Марино       | 000 061    | 00 032 284 |
|        | Сербія Республіка Сербія                     | Республіка      | Белград          | 088 361    | 06 964 000 |
|        | Словенія* Республіка Словенія                | Республіка      | Любляна          | 020 273    | 02 061 085 |
|        | Хорватія* Республіка Хорватія                | Республіка      | Загреб           | 056 594    | 04 291 000 |
|        | Чорногорія                                   | Республіка      | Подгориця        | 013 812    | 00 642 550 |

### Північна Європа
ООН відносить до регіону Північна Європа 10 держав. Північну Європу формують Скандинавські країни, країни Балтії, Велика Британія та Ірландія. Всі країни мають вихід до моря.
| Прапор | Назва офіційна назва                                                         | Форма правління | Столиця    |
| ------ | ---------------------------------------------------------------------------- | --------------- | ---------- |
|        | Велика Британія Сполучене королівство Великої Британії та Північної Ірландії | Монархія        | Лондон     |
|        | Данія* Королівство Данія                                                     | Монархія        | Копенгаген |
|        | Естонія* Естонська Республіка                                                | Республіка      | Таллінн    |
|        | Ірландія* Республіка Ірландія                                                | Республіка      | Дублін     |
|        | Ісландія                                                                     | Республіка      | Рейк'явік  |
|        | Латвія* Латвійська Республіка                                                | Республіка      | Рига       |
|        | Литва* Литовська Республіка                                                  | Республіка      | Вільнюс    |
|        | Норвегія Королівство Норвегія                                                | Монархія        | Осло       |
|        | Фінляндія* Фінляндська Республіка                                            | Республіка      | Гельсінкі  |
|        | Швеція* Королівство Швеція                                                   | Монархія        | Стокгольм  |

### Східна Європа
Східна Європа складається з 9 незалежних держав. У минулому всі країни належали до так званого соціалістичного табору.
Східноєвропейські країни належать до низки міжнародних організацій. Зокрема країни Східного партнерства (Білорусь, Молдова й Україна), інші постсоціалістичні країни вступили до ЄС та НАТО в 2000-их роках.
| Прапор | Назва офіційна назва             | Форма правління | Столиця    |
| ------ | -------------------------------- | --------------- | ---------- |
|        | Білорусь Республіка Білорусь     | Республіка      | Мінськ     |
|        | Болгарія* Республіка Болгарія    | Республіка      | Софія      |
|        | Молдова Республіка Молдова       | Республіка      | Кишинів    |
|        | Польща* Республіка Польща        | Республіка      | Варшава    |
|        | Румунія*                         | Республіка      | Бухарест   |
|        | Словаччина* Словацька Республіка | Республіка      | Братислава |
|        | Угорщина*                        | Республіка      | Будапешт   |
|        | Україна                          | Республіка      | Київ       |
|        | Чехія* Чеська Республіка         | Республіка      | Прага      |

### Країни, частково розташовані в Європі
| Прапор | Мапа | Назва офіційна назва                   | Назва державною мовою                                                         | Форма правління | Валюта                 | Столиця | Площа      | Населення   |
| ------ | ---- | -------------------------------------- | ----------------------------------------------------------------------------- | --------------- | ---------------------- | ------- | ---------- | ----------- |
|        |      | Азербайджан Азербайджанська Республіка | азерб. Azərbaycan (Azərbaycan Respublikası)                                   | Республіка      | Азербайджанський манат | Баку    | 00 086 600 | 009 493 600 |
|        |      | Грузія Республіка Грузія               | груз. საქართველო (საქართველოს რესპუბლიკა)                                     | Республіка      | Ларі                   | Тбілісі | 00 069 700 | 004 570 934 |
|        |      | Казахстан Республіка Казахстан         | каз. Қазақстан (Қазақстан Республикасы) рос. Казахстан (Республика Казахстан) | Республіка      | Казахстанський тенге   | Астана  | 02 724 900 | 017 522 010 |
|        |      | Росія Російська Федерація              | рос. Россия (Российская Федерация)                                            | Республіка      | Російський рубль       | Москва  | 17 098 242 | 142 517 670 |
|        |      | Туреччина Турецька Республіка          | тур. Türkiye (Türkiye Cumhuriyeti)                                            | Республіка      | Турецька ліра          | Анкара  | 00 783 562 | 079 749 461 |

### Країни, що відносять до Європи
| Прапор | Мапа | Назва офіційна назва         | Назва державною мовою                                               | Форма правління | Валюта           | Столиця | Площа  | Населення |
| ------ | ---- | ---------------------------- | ------------------------------------------------------------------- | --------------- | ---------------- | ------- | ------ | --------- |
|        |      | Вірменія Республіка Вірменія | вірм. Հայաստան (Հայաստանի Հանրապետություն)                          | Республіка      | Вірменський драм | Єреван  | 29 800 | 2 970 495 |
|        |      | Кіпр* Республіка Кіпр        | грец. Κύπρος (Κυπριακή Δημοκρατία) тур. Kıbrıs (Kıbrıs Cumhuriyeti) | Республіка      | Євро             | Нікосія | 9 248  | 1 138 071 |

### Невизнані та частково визнані держави
| Прапор | Мапа | Назва офіційна назва                      | Назва державною мовою | Форма правління | Валюта                 | Столиця     | Площа  | Населення |
| ------ | ---- | ----------------------------------------- | --- | --------------- | ---------------------- | ----------- | ------ | --------- |
|        |      |                                           | |                 |                        |             | 0      |           |
|        |      | Косово Республіка Косово                  | алб. Kosovë (Republika e Kosovës) серб. Косово/Kosovo (Република Косово/Republika Kosovo)                                   | Республіка      | Євро                   | Приштина    | 10 887 | 1 836 529 |
|        |      | Нагірно-Карабаська Республіка (1991—2024) | вірм. Լեռնային Ղարաբաղի Հանրապետություն                                                                                     | Республіка      | Драм                   | Степанакерт | 11 500 |           |
|        |      |                                           | |                 |                        | Цхінвалі    | 03 900 |           |
|        |      | Турецька Республіка Північного Кіпру      | тур. Kuzey Kıbrıs Türk Cumhuriyeti                                                                                          | Республіка      | Турецька ліра          | Лефкоша     | 03 355 |           |
|        |      | Придністровська Молдавська Республіка     | молд. Република Молдовеняскэ Нистрянэ укр. Придністровська Молдавська Республіка рос. Приднестровская Молдавская Республика | Республіка      | Придністровський рубль | Тирасполь   | 04 163 |           |

## Території

### Залежні території
| Прапор | Мапа | Назва офіційна назва | Назва державною мовою                                                  | Приналежність   | Валюта              | Столиця         | Площа    | Населення |
| ------ | ---- | -------------------- | ---------------------------------------------------------------------- | --------------- | ------------------- | --------------- | -------- | --------- |
|        |      | Акротирі і Декелія   | англ. Akrotiri and Dhekelia (Western and Eastern) Sovereign Base Areas | Велика Британія | Євро                | Епіскопі        | 00 254   |           |
|        |      | Аландські острови    | швед. Åland (Landskapet Åland)                                         | Фінляндія       | Євро                | Марієхамн       | 13 324   |           |
|        |      | Гернсі               | англ. Bailiwick of Guernsey фр. Bailliage de Guernesey                 | Велика Британія | Фунт Гернсі         | Сент-Пітер-Порт | 00 078   |           |
|        |      | Гібралтар            | англ. Gibraltar                                                        | Велика Британія | Гібралтарський фунт | Гібралтар       | 00 006,5 |           |
|        |      | Острів Мен           | менс. Ellan Vannin англ. Isle of Man                                   | Велика Британія | Менський фунт       | Дуглас          | 00 572   |           |
|        |      | Фарерські острови    | фар. Føroyar дан. Færøerne                                             | Данія           | Фарерська крона     | Торсгавн        | 01 399   |           |
|        |      | Шпіцберген           | норв. Svalbard                                                         | Норвегія        | Норвезька крона     | Лонг'їр         | 61 022   |           |
|        |      | Ян-Маєн              | норв. Jan Mayen                                                        | Норвегія        | Норвезька крона     |                 | 00 373   |           |

### Території з автономним статусом
| Прапор | Мапа | Назва офіційна назва                   | Назва офіційною мовою | Приналежність                         | Столиця       | Площа      | Населення |
| ------ | ---- | -------------------------------------- | --- | ------------------------------------- | ------------- | ---------- | --------- |
|        |      | Аджарія Аджарська автономна республіка | груз. აჭარის ავტონომიური რესპუბლიკა (რესპუბლიკა) | Грузія                                | Батумі        | 002 900    |           |
|        |      | Адигея Республіка Адигея               | рос. Республика Адыгея адиг. Адыгэ Республик | Росія                                 | Майкоп        | 007 600    |           |
|        |      | Англія                                 | англ. England | Велика Британія                       | Лондон        | 130 395    |           |
|        |      | Афон                                   | грец. Άγιο Όρος | Греція                                | Каріес        | 0000335,63 |           |
|        |      | Башкортостан                           | рос. Республика Башкортостан башк. Башҡортостан Республикаһы | Росія                                 | Уфа           | 142 947    |           |
|        |      | Валле-д'Аоста                          | італ. Valle d'Aosta фр. Vallée d'Aoste | Італія                                | Аоста         | 003 262    |           |
|        |      | Валлонія                               | | Бельгія                               | Намюр         | 016 844    |           |
|        |      | Воєводина                              | серб. Аутономна покрајина Војводина угор. Vajdaság Autonóm Tartomány словац. Autonómna pokrajina Vojvodina рум. Provincia Autonomă Voivodina русин. Автономна Покраїна Войводина | Сербія                                | Нові Сад      | 021 500    |           |
|        |      | Гагаузія                               | рос. Автономное территориальное образование Гагаузия рум. Unitatea Teritorială Autonomă Găgăuzia гаг. Gagauz Yeri                                                                | Молдова                               | Комрат        | 001 832    |           |
|        |      | Інгушетія                              | рос. Республика Ингушетия інг. ГІалгІай Мохк | Росія                                 | Магас         | 004 000    |           |
|        |      | Кабардино-Балкарія                     | рос. Кабардино-Балкарская Республика кабард. Къэбэрдей-Балъкъэр Республикэ карач.-балк. Къабарты-Малкъар Республика                                                              | Росія                                 | Нальчик       | 012 500    |           |
|        |      | Калмикія                               | рос. Республика Калмыкия калм. Хальмг Таңһч | Росія                                 | Еліста        | 076 100    |           |
|        |      | Карачаєво-Черкесія                     | рос. Карачаево-Черкесская Республика карач.-балк. Къарачай-Черкес Республика кабард. Къэрэшей-Шэрджэс Республикэ ног. Карашай-Шеркеш Республикасы абаз. Къарча-Черкес Республика | Росія                                 | Черкеськ      | 014 100    |           |
|        |      | Карелія                                | рос. Республика Карелия карел. Karjalan tazavaldu вепс. Karjalan Tazovaldkund | Росія                                 | Петрозаводськ | 172 400    |           |
|        |      | Комі                                   | рос. Республика Коми комі Коми Республика | Росія                                 | Сиктивкар     | 415 900    |           |
|        |      | Крим                                   | | Україна (тимчасово окупований Росією) | Сімферополь   | 026 081    |           |
|        |      | Марій Ел                               | рос. Республика Марий Эл марій. Марий Эл Республика гірськомар. Мары Эл | Росія                                 | Йошкар-Ола    | 023 200    |           |
|        |      | Мордовія                               | рос. Республика Мордовия мокш. Мордовской Республикась ерз. Мордовскяй Республикась                                                                                              | Росія                                 | Саранськ      | 026 200    |           |
|        |      | Ненецький автономний округ             | рос. Ненецкий автономный округ ненец. Ненёцие автономной окрук | Росія                                 | Нар'ян-Мар    | 176 700    |           |
|        |      | Північна Ірландія                      | англ. Northern Ireland ірл. Tuaisceart Éireann ольст.-шотл. Norlin Airlann | Велика Британія                       | Белфаст       | 013 843    |           |
|        |      | Північна Осетія                        | рос. Республика Северная Осетия — Алания ос. Цæгат Ирыстон Алани Республикæ | Росія                                 | Владикавказ   | 008 000    |           |
|        |      | Республіка Сербська                    | серб. Република Српска | Боснія і Герцеговина                  | Баня-Лука     | 024 811    |           |
|        |      | Сардинія                               | італ. Sardegna | Італія                                | Кальярі       | 024 090    |           |
|        |      | Сицилія                                | італ. Sicilia | Італія                                | Палермо       | 025 708    |           |
|        |      | Татарстан                              | рос. Республика Татарстан тат. Татарстан Республикасы | Росія                                 | Казань        | 068 000    |           |
|        |      | Трентіно-Альто-Адідже                  | італ. Trentino-Alto Adige нім. Trentino-Südtirol ладин. Trentin-Südtirol | Італія                                | Тренто        | 013 607    |           |
|        |      | Удмуртія                               | рос. Удмуртская Республика удм. Удмурт Республика | Росія                                 | Іжевськ       | 042 061    |           |
|        |      | Уельс                                  | англ. Wales валл. Cymru | Велика Британія                       | Кардіфф       | 020 779    |           |
|        |      | Федерація Боснія і Герцеговина         | | Боснія і Герцеговина                  | Сараєво       | 024 382    |           |
|        |      | Фландрія                               | нід. Vlaanderen | Бельгія                               | Брюссель      | 013 522    |           |
|        |      | Фріулі-Венеція-Джулія                  | італ. Friuli-Venezia Giulia | Італія                                | Трієст        | 007 884    |           |
|        |      | Чечня                                  | рос. Чеченская Республика чеч. Нохчийн Республика | Росія                                 | Грозний       | 015 000    |           |
|        |      | Чувашія                                | рос. Чувашская Республика чув. Чăваш Республики | Росія                                 | Чебоксари     | 018 300    |           |
|        |      | Шотландія                              | англ. Scotland шотл. гел. Alba | Велика Британія                       | Единбург      | 078 772    |           |